# Листовець (струмок)
Листовець — струмок в Україні, у Путильському районі Чернівецької області, правий доплив  Путилки (басейн Дунаю).

## Опис
Довжина струмка приблизно 5 км. Формується з багатьох безіменних струмків.

## Розташування
Бере початок на північному заході від гори Сена. Тече переважно на південний захід і в селі Соколій впадає у річку Путилку, праву притоку Черемошу.